# Curta-metragem
Curta-metragem, ou simplesmente curta, é um filme de pequena duração, podendo apresentar-se como uma produção cinematográfica de cariz estético, recreativo, informativo, didático ou publicitário.

## Duração
Embora não haja um padrão consensual para o tempo máximo de um curta-metragem (português brasileiro) ou uma curta-metragem (português europeu), a maioria dos festivais internacionais de curtas utiliza como referência 30 ou 40 minutos. Para a Academia de Artes e Ciências Cinematográficas dos Estados Unidos, nas suas regras para definir que filmes podem concorrer ao Óscar em cada categoria, as curtas-metragens surgem definidas como "filme de até 40 minutos, incluindo créditos".

### Legislação portuguesa
Nos termos e conformes da Lei do Cinema, contemplada no DL n.º 25/2018, de 24 de abril, as curtas-metragens são todas as obras cinematográficas de duração inferior a 60 minutos, vide al. c) do art.º 2.º do sobredito diploma legal.

### Legislação brasileira
No Brasil, em função da existência da Lei do Curta, buscou-se uma definição de curta-metragem que fosse compatível com a sua exibição antes do longa, nas sessões comerciais de cinema. Por isso, em 1992 a Lei 8.401 já definia o curta-metragem como o filme "cuja duração é igual ou inferior a 15 minutos". Este conceito, com a mesma redação, foi mantido pela Medida Provisória 2.228, de 2001, e portanto permanece em vigor.

## Histórico
O termo inglês equivalente a curta-metragem (short film) começou a ser utilizado nos Estados Unidos na década de 1910, quando a duração de boa parte dos filmes começou a aumentar.
A princípio, o formato de curta-metragem foi mais utilizado em filmes de animação. Ainda hoje há muitos filmes com ação ao vivo (live-action) e de animação produzidos em curta-metragem, havendo inclusive um prêmio Oscar para cada tipo. A metragem curta é também adotada em documentários, filmes de estudantes e filmes de pesquisa experimental.
No Brasil, o formato é bastante difundido e está em expansão desde os anos 1970.